# Манёвр корпуса Остермана-Толстого
Манёвр корпуса Остермана-Толстого — войсковая операция, которая позволила русскому корпусу Остермана-Толстого опередить французские войска Вандама, встать преградой последним на пути к выходу из Рудных гор и занять позицию у Пристена в предстоящем сражении под Кульмом. Сражение под Кульмом с 29 по 30 августа 1813 года ознаменовалось победой союзных сил – разгромом корпуса Вандама.

## Предыстория
Итогом весенней военной кампании 1813 года стало заключение перемирия между союзной русско-прусской и французской армиями. В процессе перемирия к русско-прусскому союзу присоединились Австрия и Швеция. 12 июля 1813 года в Трахенбергском замке состоялось совещание представителей союзных государств, на котором был подписан «Операционный  план действий» на осеннюю кампанию 1813 года. Согласно плану, силы Союзников были разделены на три армии: Богемскую, Силезскую и Северную.
В ночь с 10 на 11 августа 1813 года Барклай де Толли разослал на «неприятельские аванпосты уведомления о прекращении перемирия». 11 августа корпуса Витгенштейна, Клейста и резервы под командованием великого князя Константина Павловича выступили из Силезии в Богемию и прибыли к Будину (р. Эгер), где соединились с австрийской армией. Была образована Главная армия — Богемская армия.
В течение последующих 6 дней начиная с 11 августа 1813 года (объявление о прекращении перемирия) до открытия военных действий ни одна из сторон «не должна была вводить войска в нейтральную полосу». Однако, 13 августа в нейтральной полосе были замечены неприятельские разъезды фуражиров у города Яуэр. Получив донесения о нарушении неприятелем условий перемирия, командующий Силезской армией Блюхер начал боевые действия против французской армии.
15 августа Наполеон выступил из Дрездена с гвардией, войсками Вандама, Клода-Виктора Перрена и Понятовского к Гёрлицу. В Дрездене и Пирне был оставлен  корпус Сен-Сира.
Согласно заранее разработанному плану, в случае нападения Богемской армии на Дрезден,  Сен-Сир должен был держать оборону и ждать возвращения французской армии. Наполеон планировал, через Кёнигштайн ударить в тыл Богемской армии, прижать её к Эльбе, лишённой мостов, и уничтожить.
17 августа Наполеон прибыл в Бауцен. Для обеспечения правого фланга французской армии корпус Виктора был направлен к Циттау, корпус Понятовского к Габелю. Наполеон с гвардией и конницей Келлермана направился к Гёрлицу. Сосредоточенные в городе Гёрлиц силы, в случае выдвижения Богемской армии в Саксонию, могли ударить последней в тыл и овладеть Прагой. Кроме того, силы в Гёрлице могли быстро усилить войска Макдональда на реке Бобер, либо повернуть к Дрездену в помощь Сен-Сиру, либо к Циттау в помощь Виктору и Понятовскому. Корпус Вандама был оставлен в городе Бауцен, как резерв войскам Виктора, Понятовского, Сен-Сира.
Узнав 19 августа о наступлении Силезской армии, Наполеон тотчас с гвардией и кавалерией выступил из Гёрлица в сторону реки Бобер на соединение с корпусами Макдональда, Нея, Лористона, Мармона. 21 августа Наполеон прибыл к войскам и получил донесение о выдвижении частей Богемской армии в Саксонию. 22 августа он повернул с частью сил (гвардией, шестым корпусом Мармона,  кавалерией Латур-Мобура) обратно к Дрездену.  Оставшиеся войска в Силезии (примерно 80 тыс. человек) были подчинены Макдональду.
22 августа колонны Богемской армии перешли Рудные горы. Корпус Витгенштейна с боем занял Пирну. 23 августа на совещании монархов в Цёблице было решено овладеть Дрезденом: защитить корпус Витгенштейна у Пирны, отвлечь внимание Наполеона от действий Силезской армии Блюхера и Северной армии Бернадота; опередить Наполеона и ударить ему в тыл.
25 августа французский маршал Сен-Сир отвёл свой корпус (до 30 тыс. чел.) в Дрезден. Занял заранее устроенные укрепления. В то же время войска Богемской армии начали свое развёртывание на высотах по обеим сторонам Плауэнского оврага около Дрездена. Союзные войска были разобщены оврагом на левое и правое крылья. Левое крыло было ослаблено: главнокомандующий Богемской армии князь Шварценберг  надеялся, что австрийский корпус Кленау прибудет в срок и усилит левое крыло.  Однако, этого не произошло, что явилось причиной поражения союзной армии под Дрезденом.
26 августа в 2 часа по полудню колонны армии Наполеона стали прибывать со стороны Столпена в Дрезден. Корпус Вандама (свыше 40 тыс.) дебушировался у Кёнигштайна в тыл Богемской армии. Союзной армии не удалось опередить Наполеона. Монархам стала очевидной невозможность взять приступом Дрезден, обороняемый армией Наполеона численностью более чем в 100 тыс. Необходимо было отвести армию от Дрездена и занять более выгодную позицию. Однако, общий приказ начать атаку Дрездена 26 августа в 4 часа по полудню отменить не удалось. Войска втянулись в сражение.

## Ситуация накануне проведения войсковой операции
25 августа граф Витгенштейн направил отряд принца Евгения Вюртембергского (второй пехотный корпус, часть первого пехотного корпуса с 26 орудиями) для наблюдения переправы у Кёнигштайна. Отряд занял позицию  у Цегиста. 26 августа принц Евгений получил донесения о появлении у Кёнигштайна крупных сил Вандама.
26 августа, с целью защиты тыла Богемской армии, Принц Евгений выдвинул свой отряд от Цегиста и разместил между Струпенем и Кричвицем перед войсками Вандама.
В полдень 26 августа Великий князь Константин Павлович, следуя с резервами через Котту к Дрездену, выделил принцу Евгению Лейб-кирасирский полк её Величества под командованием принца Леопольда.
В 4 часа по полудню к принцу Евгению прибыл граф Остерман-Толстой с «целью принять командование над всеми войсками, собранными у Кёнигштайна». Остерман-Толстой «добровольно предоставил принцу Евгению управление дальнейшим ходом действий».
26 августа в 4 часа по полудню войска Вандама предприняли штурм позиций отряда принца Евгения. Завязался бой под Кричвицем.
В своих исследованиях историк Ливен писал, что «русские сражались умело и храбро». Были задействованы резервы включая «кирасиров Леопольда». Нападение неприятеля было отражено «на всех пунктах».
Учитывая потери (более 1500 чел.) и понимая, что перед ним корпус Вандама численностью 50 тыс. человек, принц Евгений к ночи отвёл отряд на высоты между Пирной и Цегистом за речку Готлейбе и направил донесение в Главную квартиру. Получив известие, главнокомандующий Богемской армии князь Шварценберг дал указание Барклай-де-Толли усилить корпус принца Евгения. Утром 27 августа к войскам принца присоединились первая гвардейская дивизия Ермолова с 56 орудиями, а также полки Лейб-гусарский и Татарский уланский. Численность корпуса возросла до 18500 чел.
В ночь с 27 на 28 августа Остерман получил донесение о прекращении сражения под Дрезденом и отходе союзной армии в Богемию.
Корпус Вандама простоял в бездействии весь день 27 августа  до утра 28 августа. В указанный период времени Вандам «не получил никаких определённых приказаний». Одна из причин — поведение Наполеона. 28 августа он с гвардией занял Пирну и был в 30 верстах от Кульма. Ему ничего не стоило совместно с корпусом Вандама занять выходы «из горных теснин», через которые двигались отступающие части Богемской армии. Однако, на следующий день Наполеон с гвардией внезапно возвратился в Дрезден: к известию о поражении маршала Удино при Гросберене добавилась весть о победе Силезской армии под командованием Блюхера на реке Кацбах. Войска Сен-Сира и Мортье, которые ранее планировали оказать содействие Вандаму, также изменили направления действий: Сен-Сир повернул к Максену, Мортье остановился у Пирны. При таких обстоятельствах, Вандам остался в одиночестве в тылу Богемской армии.

## План войсковой операции
Корпус Вандама находился против корпуса Остермана-Толстого, который занимал позицию на высотах между Пирной и Цегистом и располагался в трёх линиях. В первой линии: второй пехотный корпус с 40 орудиями ( 6500 чел.). Во второй: 12 батальонов первой гвардейской дивизии (7000 чел.). В третьей: 6 эскадронов Лейб-гусаров, 6 эскадронов Татарского уланского полка, 4 эскадрона Лейб-кирасирского полка с конной артиллерией. Отряд генерала Иловайского стоял у Гисгюбеля, отряд генерала Гельфрейха у Котты.
Утром 28 августа от Барклай-де-Толли поступило предписание корпусу Остермана двигаться на Максен, в случае занятия французами пути на Петерсвальд. Остерман, чтобы «сложить с себя ответственность» и сохранить гвардию, стоял за неукоснительное выполнение предписания. Однако, исполнение последнего позволило бы Вандаму выйти на путь, ведущий к Теплицу и занять выходы из Рудных гор, через которые медленно двигались колонны союзной армии в Богемию, преследуемые французскими войсками. Принц Евгений был категорически против ухода с занимаемой позиции. Он предложил смелый план, который основывался на быстром фланговом движении русского корпуса от Цегиста до Гисгюбеля (18 километров) в непосредственной близости от войск Вандама. Планировалось опередить корпус Вандама, встать преградой последнему на пути к выходам из Рудных гор. С целью реализации замысла необходимо было осуществить «ложное нападение на Вандама»: принцу Евгению с войсками своего корпуса атаковать неприятельскую позицию у Кричвица, генералу Ермолову — высоту Кольберг. Под прикрытием этих атак гвардейским частям Остермана-Толстого надлежало ускоренно следовать по шоссе к селению Петерсвальд. За Остерманом должен был следовать пехотный корпус. Замыкал хвост колонны арьергард Кнорринга (четвёртый егерский, Ревельский, Татарский уланский полки). Генерал Ермолов поддержал план. Остерман-Толстой согласился с доводами и направил донесение в Главную квартиру о намеченном плане и мотивах его обосновывающих.

## Ход войсковой операции
Утром 28 августа войска Вандама заняли селение Котты, вытеснив бригаду генерала Гельфрейха. Принц Евгений поддержал Гельфрейха и с бригадой Вольфа (Муромский и Черниговский полки) выбил неприятеля из Котты и далее преследовал до Кричвиц. Бригада Вольфа удерживала позицию у Кричвиц до 4 часов по полудню.
Одновременно, войска Ермолова (Лейб-егерский, Семеновский полки) атаковали высоту Кольберг недалеко от деревни Гоес. Высота переходила из рук в руки. В итоге, позиция была удержана Лейб-егерским и Семеновским полками.
Решительная атака заставила Вандама стянуть силы к правому его крылу и оставить у Гисгюбеля и Геллендорфа только слабые отряды
Притворная атака позволила гвардии с артиллерией спешно двинуться по шоссе к Гисгюбелю. Лейб-егерский и Семеновские полки оставались у деревни Гоес «пока весь второй пехотный корпус вышел на шоссе вслед за гвардией».
Неожиданно для принца Евгения, граф Остерман приостановил движение гвардии по шоссе, опасаясь за судьбу русских частей у Кричвица и высоты Кольберг. Остановка влекла срыв задуманного манёвра. Принц Евгений с высоты у Котты увидел опережающее движение французов, послал донесение Остерману и сделал распоряжение о выходе из боя войск своего корпуса и к отступлению их по шоссе.
В 2 часа по полудню войска прошли деревню Гисгюбель. Во главе колонны шёл Преображенский полк с 24 орудиями. Миновав селение, колонна была встречена артиллерийским и ружейным огнём неприятеля. Французы перегородили шоссе. Однако, русские орудия «заставили замолчать французскую артиллерию». Гвардейцы ударили «в штыки» и освободили путь следования. Преображенский полк остановился на месте боя у Гисгюбеля и пропустил мимо себя Семёновский полк с артиллерией. Колонна ускоренно двинулась на Петерсвальд. Французы двигались параллельно русским войскам. Лейб-егеря прикрывали движение колонны по обеим сторонам шоссе. Близ Геллендорфа сложилась аналогичная ситуация: противник занял дефиле и открыл сильный ружейный огонь. Батальон семёносцев «ударил в штыки» и отбросил неприятеля. В 4 часа по полудню колонна гвардии прошла Петерсвальд. За колонной следовал отряд Гельфрейха и части второго корпуса, который весь день был в арьергарде и прикрывал движение колонны. Часть полков второго корпуса были отрезаны, понесли значительные потери.
К вечеру 28 августа французские войска Вандама численностью до 30 тыс. человек достигли Геллендорфа. Вандам получил от Наполеона приказ выступить в Богемию, разбить корпус принца Евгения, опередить неприятеля и занять выходы из Рудных гор, ведущих к Теплицу, Аусcигу.
В тот же вечер полки под командованием Шаховского расположились впереди селения Петерсвальд. Их прикрывали передовые отряды, выставленные у саксонской границы. Аванпосты выявили намерение французской кавалерии атаковать полки у селения Петесвальд. Учитывая угрозу, принц Евгений дал указание Шаховскому ближе к ночи с 28 на 29 августа отойти с войсками за селение Петерсвальд.
Историк Ливен писал, что Остерман едва не сорвал отступление войск к Кульму. Он убедил князя Шаховского задержаться впереди селения Петерсвальд «дольше, чем планировал принц Евгений». Утром 29 августа в густом тумане французы напали на войска Шаховского, зашли им в тыл и прорвались в Теплицкую долину. Войска Шаховского вынуждены были в беспорядке отступать по дороге, загромождённой разбитыми повозками, сброшенными с них мешками, бочками и другим имуществом. Остерман с гвардией ускоренно двинулся к Нолледдорфу. Французы настойчиво преследовали отступающих. Неприятель был остановлен на плато у Ноллендорфа  артиллерией генерала Ермолова и построенными к бою полками Муромским, Тобольским, Ревельским, четвертым егерским, а также бригадой генерала Храповицкого (полки Измайловский и Литовский). Историк Богданович отмечает парадоксальность этого инцидента:
Беспорядочное отступление  русских войск от Петерсвальда к Кульму возбудило в Вандаме самонадеянность и надежду достигнуть Теплица 
Принц Евгений с полками второго пехотного корпуса остался в арьергарде на Ноллендорфском плато. Гвардейские части преодолели Ноллендофский перевал. В 8 часов утра они миновали Кульм и заняли позицию у Пристена, которая была выбрана генералом Ермоловым. Вслед за гвардией позицию заняли войска второго пехотного корпуса принца Евгения. В арьергарде у Кульма встали полки: четвертый егерский, Ревельский, Татарский уланский под командованием генерала Кнорринга.

## Итог войсковой операции
Русскому корпусу Остермана-Толстого удалось опередить войска Вандама, встать преградой последним на пути к выходам из Рудных гор и занять позицию у Пристена в предстоящем сражении под Кульмом. Сражение под Кульмом с 29 по 30 августа 1813 года ознаменовалось победой союзных сил – разгромом корпуса Вандама.
Этому корпусу выпала честь прикрыть отступление союзников, спасти от гибели и плена всю Богемскую армию, при которой находились Императоры: русский, австрийский и Король прусский и способствовать пленению  целого французского корпуса с маршалом Вандамом во главе